# Paolo Totò
Paolo Totò (Fermo, Marques, 22 de gener de 1991) és un ciclista italià, professional des del 2016. Actualment corre a l'equip Sangemini-MG.Kvis.

## Palmarès
- 2011
  - 1r a la Targa Crocifisso
- 2014
  - 1r al Trofeu Gruppo Meccaniche Luciani
  - 1r al Trofeu Alta Valle del Tevere
  - 1r al Giro del Casentino
  - 1r al Gran Premi de la Indústria del Cuir i de la Pell
- 2016
  - 1r al Gran Premi Colli Rovescalesi
- 2017
  - Vencedor d'una etapa a la Volta a Albània
- 2018
  - 1r al Gran Premi Laguna
- 2019
  - Vencedor d'una etapa al Tour de Szeklerland